# Československá hokejová reprezentace v sezóně 1981/1982
Československá hokejová reprezentace v sezóně 1981/1982 sehrála celkem 35 zápasů.

## Přehled mezistátních zápasů
| Pořadí | Datum             | Soupeř  | Výsledek             | Soutěž                       | Místo utkání   |
| ------ | ----------------- | ------- | -------------------- | ---------------------------- | -------------- |
| 815.   | 17. srpna 1981    | Švédsko | 5:5 (1:1, 3:2, 1:2)  | přátelsky                    | Göteborg       |
| 816.   | 19. srpna 1981    | Švédsko | 3:7 (1:2, 0:1, 2:4)  | přátelsky                    | Stockholm      |
| 817.   | 21. srpna 1981    | Finsko  | 2:2 (1:1, 1:0, 0:1)  | přátelsky                    | Turku          |
| 818.   | 23. srpna 1981    | Finsko  | 5:5 (3:0, 1:4, 1:1)  | přátelsky                    | Helsinky       |
| 819.   | 29. srpna 1981    | USA     | 1:4 (1:2, 0:1, 0:1)  | přátelsky                    | Winnipeg       |
| 820.   | 1. září 1981      | SSSR    | 1:1 (0:0, 1:1, 0:0)  | Kanadský pohár 1981          | Winnipeg       |
| 821.   | 3. září 1981      | Finsko  | 7:1 (2:1, 0:0, 5:0)  | Kanadský pohár 1981          | Edmonton       |
| 822.   | 5. září 1981      | Kanada  | 4:4 (2:2, 0:1, 2:1)  | Kanadský pohár 1981          | Winnipeg       |
| 823.   | 7. září 1981      | USA     | 2:6 (1:0, 1:2, 0:4)  | Kanadský pohár 1981          | Montreal       |
| 824.   | 9. září 1981      | Švédsko | 7:1 (2:0, 3:1, 2:0)  | Kanadský pohár 1981          | Ottawa         |
| 825.   | 11. září 1981     | SSSR    | 1:4 (0:3, 0:1, 1:0)  | Kanadský pohár 1981          | Ottawa         |
| 826.   | 28. října 1981    | Finsko  | 7:1 (2:0, 2:1, 3:0)  | Pohár Rudého práva 1981/1982 | Teplice        |
| 827.   | 29. října 1981    | Finsko  | 5:2 (2:0, 2:2, 1:0)  | Pohár Rudého práva 1981/1982 | Praha          |
| 828.   | 11. prosince 1981 | NDR     | 7:0 (3:0, 2:0, 2:0)  | přátelsky                    | Tábor          |
| 829.   | 12. prosince 1981 | NDR     | 12:0 (5:0, 2:0, 5:0) | přátelsky                    | Příbram        |
| 830.   | 16. prosince 1981 | Švédsko | 4:4 (1:0, 2:2, 1:2)  | Cena Izvestijí 1981          | Moskva         |
| 831.   | 18. prosince 1981 | SSSR    | 1:2 (0:1, 1:1, 0:0)  | Cena Izvestijí 1981          | Moskva         |
| 832.   | 20. prosince 1981 | Finsko  | 9:2 (2:0, 3:2, 4:0)  | Cena Izvestijí 1981          | Moskva         |
| 833.   | 21. prosince 1981 | SSSR    | 3:4 (2:2, 1:0, 0:2)  | Cena Izvestijí 1981          | Moskva         |
| 834.   | 14. února 1982    | SSSR    | 3:5 (2:1, 0:2, 1:2)  | Pohár Rudého práva 1981/1982 | Praha          |
| 835.   | 16. února 1982    | SSSR    | 3:6 (1:5, 1:0, 1:1)  | Pohár Rudého práva 1981/1982 | Praha          |
| 836.   | 2. dubna 1982     | Švédsko | 4:4 (1:1, 3:1, 0:2)  | Pohár Rudého práva 1981/1982 | Praha          |
| 837.   | 4. dubna 1982     | Švédsko | 4:1 (0:0, 1:0, 3:1)  | Pohár Rudého práva 1981/1982 | Hradec Králové |
| 838.   | 6. dubna 1982     | NDR     | 8:0 (5:0, 0:0, 3:0)  | přátelsky                    | Slaný          |
| 839.   | 7. dubna 1982     | NDR     | 6:1 (2:1, 3:0, 1:0)  | přátelsky                    | Teplice        |
| 840.   | 15. dubna 1982    | SRN     | 2:4 (0:3, 1:0, 1:1)  | Mistrovství světa 1982       | Helsinky       |
| 841.   | 16. dubna 1982    | Kanada  | 6:2 (1:1, 2:1, 3:0)  | Mistrovství světa 1982       | Helsinky       |
| 842.   | 18. dubna 1982    | SSSR    | 3:5 (1:1, 2:2, 0:2)  | Mistrovství světa 1982       | Tampere        |
| 843.   | 19. dubna 1982    | USA     | 6:0 (1:0, 1:0, 4:0)  | Mistrovství světa 1982       | Tampere        |
| 844.   | 21. dubna 1982    | Finsko  | 3:0 (1:0, 1:0, 1:0)  | Mistrovství světa 1982       | Tampere        |
| 845.   | 22. dubna 1982    | Švédsko | 3:3 (2:1, 1:1, 0:1)  | Mistrovství světa 1982       | Helsinky       |
| 846.   | 24. dubna 1982    | Itálie  | 10:0 (2:0, 5:0, 3:0) | Mistrovství světa 1982       | Helsinky       |
| 847.   | 25. dubna 1982    | Švédsko | 3:2 (1:1, 0:1, 2:0)  | Mistrovství světa 1982       | Helsinky       |
| 848.   | 27. dubna 1982    | Kanada  | 2:4 (0:1, 2:1, 0:2)  | Mistrovství světa 1982       | Helsinky       |
| 849.   | 29. dubna 1982    | SSSR    | 0:0                  | Mistrovství světa 1982       | Helsinky       |

## Bilance sezóny 1981/82
| Soupeř  | Zápasy | Výhry | Remízy | Prohry | Skóre  |
| ------- | ------ | ----- | ------ | ------ | ------ |
| Finsko  | 7      | 5     | 2      | 0      | 38:13  |
| Itálie  | 1      | 1     | 0      | 0      | 10:0   |
| Kanada  | 3      | 1     | 1      | 1      | 12:10  |
| NDR     | 4      | 4     | 0      | 0      | 33:1   |
| SRN     | 1      | 0     | 0      | 1      | 2:4    |
| SSSR    | 8      | 0     | 2      | 6      | 15:27  |
| Švédsko | 8      | 3     | 4      | 1      | 33:27  |
| Celkem  | 35     | 15    | 9      | 11     | 152:92 |

## Reprezentovali v sezóně 1981/82
| Post    | Jméno                | Zápasy | Branky | Klub                      |
| Brankář | Jiří Králík          | 20     | 41     | HC Dukla Jihlava          |
| Brankář | Karel Lang           | 20     | 51     | Zetor Brno                |
| Obránce | Miroslav Dvořák      | 35     | 2      | HC Motor České Budějovice |
| Obránce | Stanislav Hajdušek   | 20     | 3      | HC Sparta Praha           |
| Obránce | Miloslav Hořava      | 35     | 5      | Poldi SONP Kladno         |
| Obránce | Milan Chalupa        | 35     | 2      | HC Dukla Jihlava          |
| Obránce | František Joun       | 4      | 0      | HC Motor České Budějovice |
| Obránce | Arnold Kadlec        | 34     | 4      | CHZ Litvínov              |
| Obránce | Miroslav Michalovský | 2      | 0      | TJ Gottwaldov             |
| Obránce | Jan Neliba           | 6      | 0      | Poldi SONP Kladno         |
| Obránce | Antonín Plánovský    | 11     | 0      | TJ Vítkovice              |
| Obránce | Peter Slanina        | 6      | 0      | HK Dukla Trenčín          |
| Obránce | Radoslav Svoboda     | 26     | 1      | HC Dukla Jihlava          |
| Obránce | Eduard Uvíra         | 24     | 1      | HC Dukla Jihlava          |
| Útočník | František Černík     | 35     | 7      | TJ Vítkovice              |
| Útočník | František Černý      | 7      | 2      | HC Škoda Plzeň            |
| Útočník | Jiří Dudáček         | 13     | 5      | Poldi SONP Kladno         |
| Útočník | Jiří Hrdina          | 21     | 2      | HK Dukla Trenčín          |
| Útočník | Jaroslav Hübl        | 1      | 0      | CHZ Litvínov              |
| Útočník | Peter Ihnačák        | 16     | 0      | HC Sparta Praha           |
| Útočník | Jindřich Kokrment    | 34     | 11     | CHZ Litvínov              |
| Útočník | Jaroslav Korbela     | 32     | 7      | HC Motor České Budějovice |
| Útočník | Norbert Král         | 13     | 2      | HC Motor České Budějovice |
| Útočník | Jiří Lála            | 35     | 16     | HC Dukla Jihlava          |
| Útočník | Igor Liba            | 22     | 10     | VSŽ Košice                |
| Útočník | Vincent Lukáč        | 24     | 15     | HC Dukla Jihlava          |
| Útočník | Milan Nový           | 5      | 19     | Poldi SONP Kladno         |
| Útočník | Dušan Pašek          | 31     | 9      | HC Slovan Bratislava      |
| Útočník | Lubomír Pěnička      | 19     | 0      | HC Sparta Praha           |
| Útočník | Jaroslav Pouzar      | 28     | 7      | HC Motor České Budějovice |
| Útočník | Pavel Richter        | 24     | ´6     | HC Sparta Praha           |
| Útočník | Dárius Rusnák        | 24     | 14     | HC Slovan Bratislava      |
| Útočník | Oldřich Válek        | 13     | 2      | HC Dukla Jihlava          |
| Trenér  | Luděk Bukač          |        |        |                           |
| Trenér  | Stanislav Neveselý   |        |        |                           |

## Přátelské mezistátní zápasy
Československo -  Švédsko 5:5 (1:1, 3:2, 1:2)
17. srpna 1981 - Göteborg

Branky a nahrávky Československa: 7:17 Jaroslav Pouzar (Dušan Pašek), 21:54 Miloslav Hořava (Milan Nový), 27:45 Milan Nový (Pavel Richter), 39:06 Jiří Lála (Arnold Kadlec), 54:55 Dušan Pašek (Jaroslav Pouzar, Miroslav Dvořák).

Branky a nahrávky Švédska: 8:47 Peter Sundström (Kent-Erik Andersson), 28:18 Anders Håkansson (Thomas Gradin, Börje Salming), 38:12 Thomas Eriksson (Kent Nilsson), 44:46 Mats Waltin (Anders Håkansson), 51:25 Ulf Nilsson (Börje Salming).

Rozhodčí: Rolf Andersson (FIN)

Vyloučení: 8:10 (využití 0:0)
ČSSR: Karel Lang – Milan Chalupa, Miroslav Dvořák, Arnold Kadlec, Stanislav Hajdušek, Jan Neliba, Miloslav Hořava, František Joun, Radoslav Svoboda – Dušan Pašek, Dárius Rusnák, Jaroslav Pouzar – Jiří Lála, Jindřich Kokrment, Lubomír Pěnička – Jiří Dudáček, Milan Nový, Pavel Richter – Jaroslav Korbela, Norbert Král, František Černík
Švédsko: Pelle Lindbergh – Börje Salming, Peter Helander, Stefan Persson, Mats Waltin, Thomas Eriksson, Tomas Jonsson, Lars Lindgren, Jörgen Pettersson – Bengt Lundholm, Ulf Nilsson, Ulf Isaksson – Anders Kallur, Peter Gradin, Anders Håkansson – Thomas Steen, Kent Nilsson, Lars Molin – Kent-Erik Andersson, Peter Sundström, Anders Hedberg.
 Československo -  Švédsko 3:7 (1:2, 0:1, 2:4)
19. srpna 1981 - Stockholm

Branky a nahrávky Československa: 12:12 Dušan Pašek (Milan Chalupa), 43:46 Dárius Rusnák (Miroslav Dvořák), 47:41 Jiří Lála.

Branky a nahrávky Švédska: 5:18 Lars Molin (Börje Salming), 10:59 Peter Sundström (Kent-Erik Andersson), 26:29 Stefan Persson (Anders Kallur), 42:34 Jörgen Pettersson, 44:47 Jörgen Pettersson (Lars Mohlin, Thomas Steen), 50:06 Kent Nilsson (Ulf Nilsson), 58:40 Stefan Persson (Mats Waltin, Ulf Nilsson).

Rozhodčí: Rolf Andersson (FIN)

Vyloučení: 6:3 (využití 0:0)
ČSSR: Jiří Králík – Milan Chalupa, Miroslav Dvořák, Jan Neliba, Miloslav Hořava, Arnold Kadlec, Stanislav Hajdušek, František Joun, Radoslav Svoboda – Dušan Pašek, Dárius Rusnák, Jaroslav Pouzar – Jiří Dudáček, Milan Nový, Pavel Richter – Jiří Lála, Jindřich Kokrment, Lubomír Pěnička – Jaroslav Korbela, Norbert Král, František Černík
Švédsko: Peter Lindmark – Börje Salming, Peter Helander, Stefan Persson, Mats Waltin, Tomas Jonsson, Lars Lindgren – Ulf Isaksson, Ulf Nilsson, Kent Nilsson – Anders Kallur, Peter Gradin, Anders Håkansson – Thomas Steen, Lars Molin, Jörgen Pettersson – Kent-Erik Andersson, Peter Sundström, Bengt Lundholm.
 Československo -  Finsko 	2:2 (1:1, 1:0, 0:1)
21. srpna 1981 - Turku

Branky Československa: 10. Milan Nový, 38. František Černík.

Branky Finska: 11. Reijo Ruotsalainen, 45. Ilkka Sinisalo.

Rozhodčí: Jurij Karandin (URS)

Vyloučení: 5:6 (využití 1:0)
ČSSR: Karel Lang – Milan Chalupa, Miroslav Dvořák, Jan Neliba, Miloslav Hořava, Arnold Kadlec, Stanislav Hajdušek, Radoslav Svoboda, František Joun – Jiří Dudáček, Milan Nový, Pavel Richter – Jiří Lála, Jindřich Kokrment, Lubomír Pěnička – Dušan Pašek, Dárius Rusnák, Jaroslav Pouzar – Jaroslav Korbela, Norbert Král, František Černík .
Finsko: Marcus Mattsson – Timo Nummelin, Risto Siltanen, Reijo Ruotsalainen, Raimo Hirvonen, Juha Huikari, Tapio Levo, Pekka Rautakallio, Juha Tuohimaa – Jari Kurri, Matti Hagman, Ilkka Sinisalo – Arto Javanainen, Veli-Pekka Ketola, Kari Makkonen – Markku Kiimalainen, Mikko Leinonen, Jukka Porvari – Kari Jalonen, Pekka Arbelius, Jorma Sevon.
 Československo -  Finsko	5:5 (3:0, 1:4, 1:1)
23. srpna 1981 - Helsinky

Branky Československa: 3. Arnold Kadlec, 10. Jindřich Kokrment, 19. Pavel Richter, 28. Milan Nový, 41. Jaroslav Pouzar.

Branky Finska: 2. Arto Javanainen, 24. Jukka Porvari, 27. Jari Kurri, 36. Veli-Pekka Ketola, 58. Arto Javanainen.

Rozhodčí: Jurij Karandin (URS)

Vyloučení: 9:5 (využití 2:1)
ČSSR: Jiří Králík – Milan Chalupa, Miroslav Dvořák, Jan Neliba, Miloslav Hořava, Stanislav Hajdušek, Arnold Kadlec, Radoslav Svoboda, František Joun – Dušan Pašek, Dárius Rusnák, Jaroslav Pouzar – Jiří Dudáček, Milan Nový, Pavel Richter – Jiří Lála, Jindřich Kokrment, Lubomír Pěnička – Jaroslav Korbela, Norbert Král, František Černík
Finsko: Hannu Lassila (35. Marcus Mattsson) – Timo Nummelin, Risto Siltanen, Reijo Ruotsalainen, Raimo Hirvonen, Juha Huikari, Tapio Levo, Pekka Rautakallio, Juha Tuohimaa – Jari Kurri, Matti Hagman, Ilkka Sinisalo – Arto Javanainen, Veli-Pekka Ketola, Kari Makkonen – Markku Kiimalainen, Mikko Leinonen, Jukka Porvari – Kari Jalonen, Pekka Arbelius, Jorma Sevon.
 Československo -  USA 1:4 (1:2, 0:1, 0:1)
28. srpna 1981 - Winnipeg

Branky Československa: 1. Pavel Richter.

Branky USA: 9. Steve Christoff, 11. Dave Christian, 24. Tom Younghans, 42. Dean Talafous.

Rozhodčí: Dag Olsson (SWE) - Finn (CAN), Strickle (CAN)

Vyloučení: 7:5 (využití 0:1)
ČSSR: Karel Lang – Milan Chalupa, Miroslav Dvořák, Jan Neliba, Miloslav Hořava, Arnold Kadlec, Stanislav Hajdušek – Dušan Pašek, Dárius Rusnák, Jaroslav Pouzar – Jiří Dudáček, Milan Nový, Pavel Richter – Jiří Lála, Jindřich Kokrment, Lubomír Pěnička – Jaroslav Korbela, Norbert Král, František Černík
USA: Tony Esposito – Ken Morrow, Rod Langway, Reed Larson, Richie Dunn, Mike O‘Connell, Dave Langevin – Tom Gorence, Dave Christian, Mark Howe – Tom Younghans, Robbie Ftorek, Rob McClanahan – Bob Miller, Mike Eaves, Mark Johnson – Dean Talafous, Neal Broten, Steve Christoff
 Československo -  NDR	7:0 (3:0, 2:0, 2:0)
11. prosince 1981 - Tábor

Branky Československa: 7. Igor Liba, 9. Eduard Uvíra, 12. Dušan Pašek, 22. Vincent Lukáč, 31. Miloslav Hořava, 51. Vincent Lukáč, 60. Dušan Pašek, 

Rozhodčí: Guščin (URS) – Zdeněk Bouška (TCH), Jindřich Simandl (TCH)

Vyloučení: 6:4 (využití 2:0)
ČSSR: Karel Lang – Eduard Uvíra, Miloslav Hořava, Arnold Kadlec, Stanislav Hajdušek, Peter Slanina, Antonín Plánovský, Milan Chalupa, Miroslav Dvořák – Jaroslav Korbela, Milan Nový, František Černík  – Jiří Lála, Jindřich Kokrment, Lubomír Pěnička – Vincent Lukáč, Peter Ihnačák, Igor Liba – Jiří Hrdina, Dušan Pašek, František Černý
NDR: Rene Bielke – Dieter Frenzel, Thomas Graul, Roland Peters, Dietmar Peters, Joachim Lempio, Reinhard Fengler – Frank Proske, Harald Kuhnke, Detlef Radant – Jürgen Breitschuh, Rolf Bielas, Friedhelm Bögelsack – Peter Franke, Jürgen Franke, Harald Bölke – Eckhard Scholz.
 Československo -  NDR	12:0 (5:0, 2:0, 5:0)
12. prosince 1981 - Příbram

Branky Československa: 2. Stanislav Hajdušek, 4. Milan Nový, 5. Milan Nový, 6. Jindřich Kokrment, 8. František Černý, 27. Igor Liba, 29. Vincent Lukáč, 45. Milan Nový, 51. Milan Nový, 54. František Černý, 57. Vincent Lukáč, 60. Milan Nový,

Rozhodčí: Guščin (URS) – Luděk Exner (TCH), Jan Tatíček (TCH)

Vyloučení: 4:5 (využití 2:0)
ČSSR: Jiří Králík – Eduard Uvíra, Miloslav Hořava, Arnold Kadlec, Stanislav Hajdušek, Peter Slanina, Antonín Plánovský , Milan Chalupa, Miroslav Dvořák – Jaroslav Korbela, Milan Nový, František Černík – Jiří Lála, Jindřich Kokrment, Lubomír Pěnička – Vincent Lukáč, Peter Ihnačák, Igor Liba – Jiří Hrdina, Dušan Pašek, František Černý
NDR: Rene Bielke – Dieter Frenzel, Thomas Graul, Roland Peters, Dietmar Peters, Joachim Lempio, Reinhard Fengler – Frank Proske, Harald Kuhnke, Detlef Radant – Jürgen Breitschuh, Rolf Bielas, Friedhelm Bögelsack – Peter Franke, Jürgen Franke, Harald Bölke – Eckhard Scholz, Andreas Proske
 Československo -  NDR	8:0 (5:0, 0:0, 3:0)
6. dubna 1982 - Slaný

Branky Československa: 6. Jiří Lála, 10. Dárius Rusnák, 11. Peter Ihnačák, 12. Milan Nový, 16. Milan Nový, 48. Vincent Lukáč, 49. Milan Nový, 59. Jaroslav Pouzar.

Rozhodčí: Martin Erhard (FRG) – Zdeněk Bouška (TCH), Jindřich Simandl (TCH)

Vyloučení: 4:2 (využití 1:0)
ČSSR: Karel Lang – Eduard Uvíra, Miloslav Hořava, Milan Chalupa, Miroslav Dvořák, Arnold Kadlec, Miroslav Michalovský, Radoslav Svoboda, Antonín Plánovský  – Jiří Hrdina, Milan Nový, Pavel Richter – Jiří Lála, Jindřich Kokrment, František Černík  (Jaroslav Korbela) – Dušan Pašek, Dárius Rusnák, Jaroslav Pouzar – Vincent Lukáč, Peter Ihnačák, Igor Liba
NDR: Ingolf Spantig – Reinhard Fengler, Joachim Lempio, Dieter Frenzel, Schumann, Frank Braun, Dieter Simon – Wolfgang Unterdörfel, Gerhard Müller, Thomas Graul – Frank Proske, Roland Peters, Harald Kuhnke – Jürgen Franke, Peter Franke, Fred Bartell.
 Československo -  NDR 6:1 (2:1, 3:0, 1:0)
7. dubna 1982 - Teplice

Branky Československa: 6. František Černík, 15. Peter Ihnačák, 22. Vincent Lukáč, 37. Igor Liba, 38. Milan Nový, 53. Vincent Lukáč.

Branky NDR: 8. Harald Kuhnke.

Rozhodčí: Martin Erhard (FRG) – Zdeněk Bouška (TCH), Jindřich Simandl (TCH)

Vyloučení: 6:5 (využití 1:0)
ČSSR: Jiří Králík (Karel Lang) – Milan Chalupa, Miroslav Dvořák, Arnold Kadlec, Miroslav Michalovský, Radoslav Svoboda, Antonín Plánovský, Eduard Uvíra, Miloslav Hořava – Dušan Pašek, Dárius Rusnák, Jaroslav Pouzar (25. Jaroslav Korbela) – Jiří Lála, Jindřich Kokrment, František Černík – Vincent Lukáč, Peter Ihnačák, Igor Liba – Jiří Hrdina, Milan Nový, Pavel Richter.
NDR: Rene Bielke (Ingolf Spantig) – Reinhard Fengler, Joachim Lempio, Dieter Frenzel, Schumann, Frank Braun, Dieter Simon – Eckhard Scholz, Gerhard Müller, Thomas Graul – Harald Kuhnke, Roland Peters, Frank Proske – Jürgen Franke, Peter Franke, Fred Bartell – Wolfgang Unterdörfel, Ludwig